# 四ツ谷巖
四ツ谷 巖（よつや いわお、1922年2月9日 - 1993年6月27日）は、日本の裁判官。最高裁判所判事。岐阜県出身。

## 概要
1945年（昭和20年）東京帝国大学を卒業。1945年（昭和20年）11月に司法官試補、1947年（昭和22年）5月に司法修習生になり、1949年（昭和24年）6月に富山地裁を振り出しに裁判官生活を始める。1954年（昭和29年）に最高裁総務局付。この後、札幌・東京の各地裁判事、東京高裁判事、福島地裁所長、東京高裁総括判事を歴任。1984年（昭和54年）12月に広島高裁長官に就任し、1985年（昭和60年）11月に東京高裁長官に就任した。
1987年（昭和62年）1月28日に最高裁判所判事に就任。1989年（平成元年）3月8日に法廷メモ訴訟の最高裁大法廷判決では「法廷でメモを取る行為は、証人や被告人に微妙な心理的影響を与え、真実を述べることを躊躇させる恐れがある」とする個別意見を表明した。
1992年（平成4年）2月に定年退官した。